# 内惟駅
内惟駅（ないいえき）は台湾高雄市鼓山区にある台湾鉄路管理局縦貫線の駅。戦後に開業して短期間で廃止されたが、地下化事業完成後に台鉄捷運化の一環で2018年に再開業した。

## 歴史
- 1953年 - 簡易駅として基隆起点394.8km地点で開業[7]。
- 不明 - 廃止
- 2009年
  - 6月26日 - 地下化工区起工[8]。
  - 11月9日 - 高雄市内地下化事業を左営駅まで延伸することが行政院経済建設委員会で承認され、当駅が地下線内に再設置されることになった[9]。
- 2017年 - 再開業予定[10]
- 2018年
  - 8月 - 再開業予定[11]。
  - 10月14日 - 地下化区間開通とともに基隆起点394.4km地点に再開業[12]。

## 駅構造
- 相対式ホーム2面2線の地下駅[13]。

### のりば
| 地階                           | 出入口                                              | 出入口                             |
| 地下1階                        | コンコース階                                        | コンコース                         |
| 地下1階                        | コンコース階                                        | 案内所、自動券売機、改札口、トイレ |
| 地下2階                        |                                                     |                                    |
|                                |                                                     |                                    |
| 相対式ホーム、左側のドアが開く |                                                     |                                    |
| 2号ホーム                      | →■西部幹線 高雄・屏東・潮州方面（美術館駅） →       |                                    |
| 1号ホーム                      | ←■西部幹線 新左営・台南・嘉義方面（左営（旧城）駅） |                                    |
| 相対式ホーム、左側のドアが開く |                                                     |                                    |

## 利用状況
| 年   | 年間    | 年間    | 年間    | 年間   | 1日平均 | 1日平均 |
| 年   | 乗車    | 下車    | 計      | 出典   | 乗車    | 乗下車  |
| ---- | ------- | ------- | ------- | ------ | ------- | ------- |
| 2018 | 40,649  | 39,802  | 80,451  | [ 14 ] | 515     | 1,016   |
| 2019 | 237,673 | 237,312 | 474,985 | [ 15 ] | 651     | 1,301   |
| 2020 | 221,799 | 225,465 | 447,264 | [ 16 ] | 606     | 1,222   |
| 2021 | 181,123 | 183,631 | 364,754 | [ 17 ] | 496     | 999     |

## 駅周辺
- 全聯福利中心（中国語版）（PXマート）鼓山店
- 内惟埤文化園区
- 台北富邦銀行鼓山分行
- 前峰社区公園
- 果貿公有市場
- 私立明誠高級中学（中国語版）

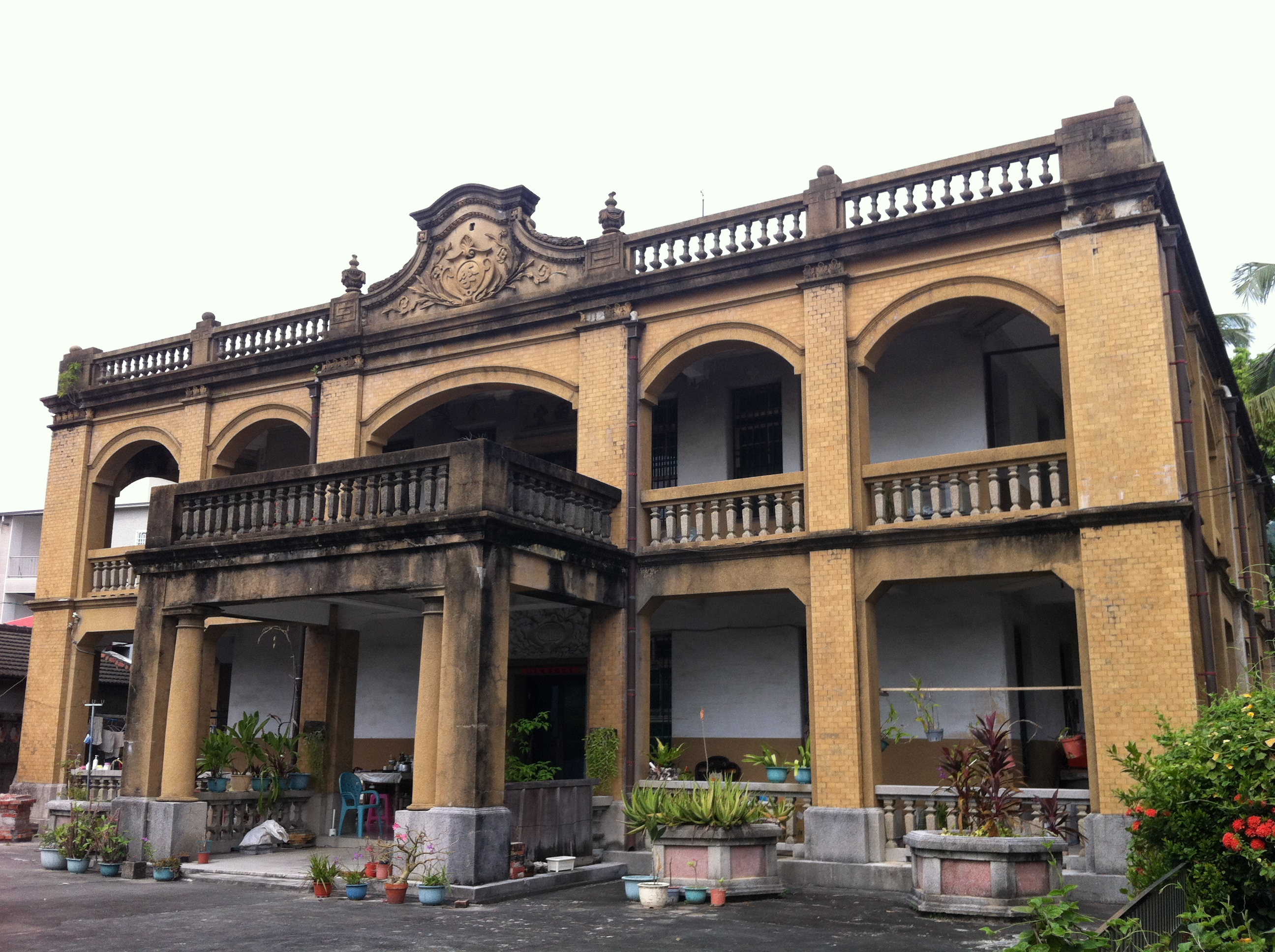
内惟李氏古宅（中国語版）
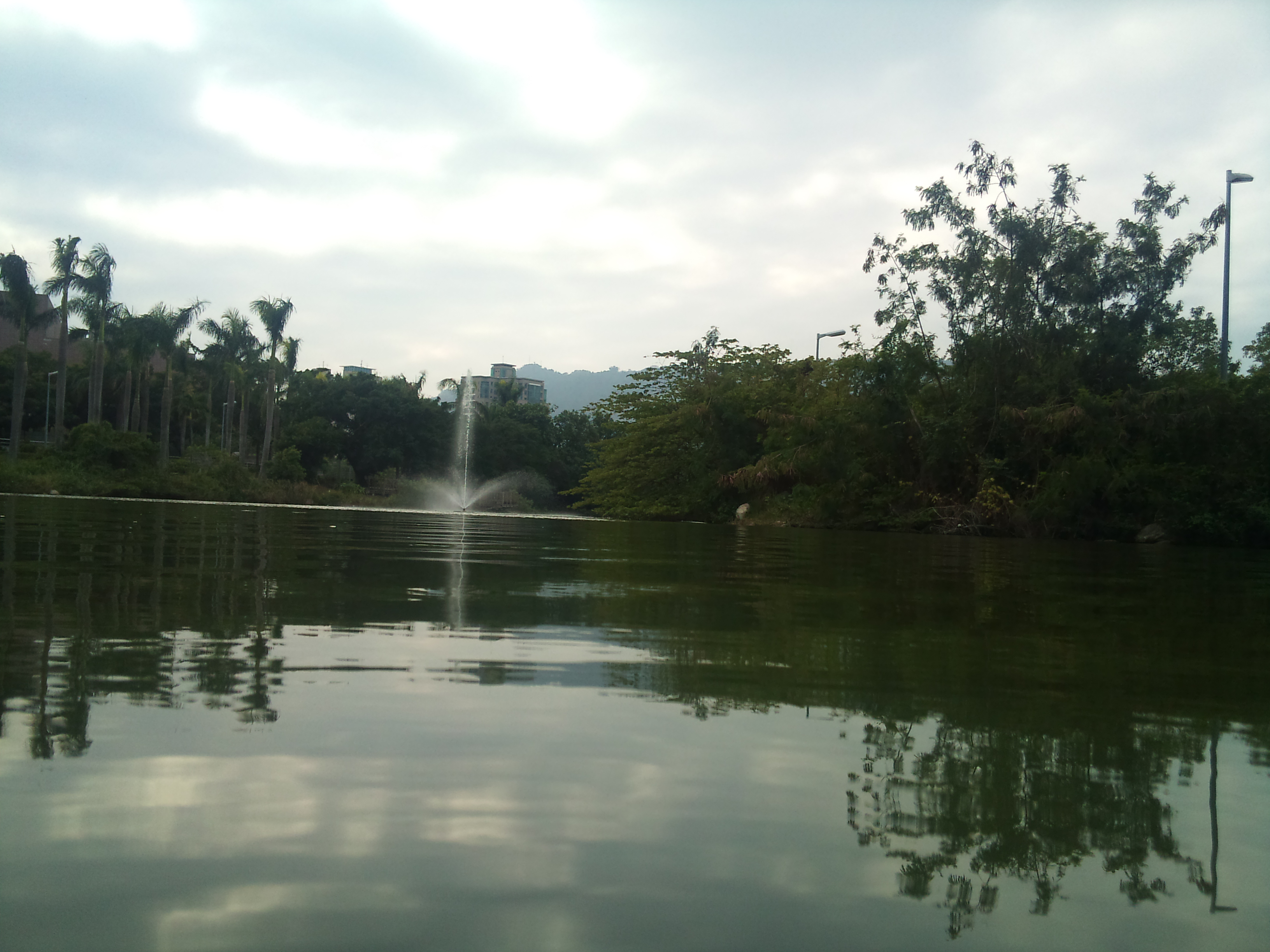
内惟埤文化園区

- 鼓山内惟李氏古宅
- 内惟埤文化園区

## 隣の駅
台湾鉄路管理局
縦貫線南段
左営（旧城）駅 - 内惟駅 - 美術館駅